# Dolichaspis
Dolichaspis is een kevergeslacht uit de familie van de boktorren (Cerambycidae). De wetenschappelijke naam van het geslacht werd voor het eerst geldig gepubliceerd in 1890 door Gahan.

## Soorten
Dolichaspis omvat de volgende soorten:
- Dolichaspis caesarea Aurivillius, 1910
- Dolichaspis simulatrix (Pascoe, 1888)
- Dolichaspis strigosa Aurivillius, 1910